# Катодолюминесценция
Катодолюминесценция — физическое явление, заключающееся в свечении (люминесценции) вещества, облучаемого быстрыми электронами (катодными лучами). Является одним из многих процессов, сопровождающих бомбардировку вещества электронами.

## Физика явления
Движущийся в веществе быстрый электрон претерпевает упругие и неупругие взаимодействия. В результате неупругих взаимодействий (взаимодействий с изменением энергии электрона) возникают:
- эмиссия вторичных электронов
- эмиссия оже-электронов
- колебания кристаллической решётки (фононы)
- электронные колебания (плазмоны)
- непрерывное рентгеновское излучение
- характеристическое рентгеновское излучение
- электронно-дырочные пары и катодолюминесценция

Катодолюминесценция, как и другие типы люминесценции, может быть результатом рекомбинации электронно-дырочных пар, внутрицентровых переходов, переходов между дефектными уровнями и т. д. При этом причиной существования возбуждённых состояний в веществе (прямой или косвенной) является бомбардировка электронами.

## Спектры катодолюминесценции
При взаимодействии электронного пучка с веществом, реализуются практически все возможные электронные состояния. Это обусловлено тем, что энергия электронов пучка много больше (1 ÷ 1000 кэВ), чем ширина запрещённой зоны вещества (до 15 эВ). В результате, спектры катодолюминесценции гораздо богаче, чем спектры, например, фотолюминесценции. Возможность менять в широком диапазоне интенсивность облучения вещества электронами позволяет добиваться эффектов насыщения, что не всегда возможно при накачке светом (фотовозбуждение) или возбуждении электронных состояний вещества каким-либо другим способом.

## Применение
На явлении катодолюминесценции основан принцип действия сегментных индикаторов (например, ИВ-2, ИВ-3), электронно-лучевой трубки (ЭЛТ). До последнего времени ЭЛТ были основной деталью осциллографов, телевизоров, мониторов.
Исследование катодолюминесценции вещества может являться мощным источником информации о его свойствах.